# II. Kamehameha hawaii király

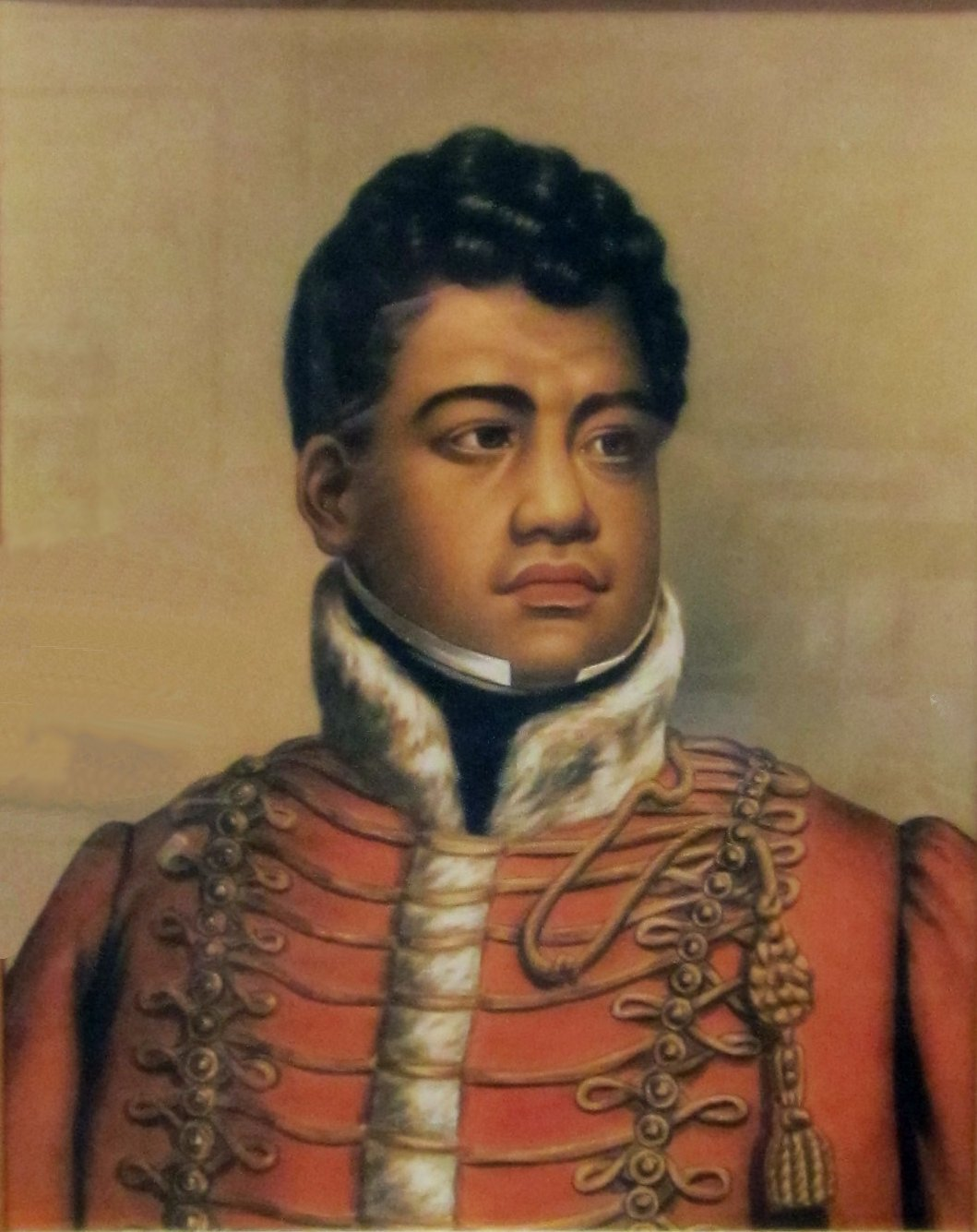
II. Kamehameha király (1819-24)

II. Kamehameha (Hilo, 1797 – London, 1824. július 14.), más néven Liholiho Hawaii királya 1819-től haláláig.

## Élete
I. Nagy Kamehameha és legmagasabb rangú felesége, Keopuolani királyné elsőszülött fiaként már 5 éves korától a trónra szánták. 1819 májusában, apja halála után örökölte meg a trónt, ám hatalma csupán névleges volt, a tényleges hatalom Kaahumanu kezében összpontosult, aki apjának kedvenc felesége volt és a kuhina nui címmel rendelkezett, ami körülbelül a köztársasági elnöknek felel meg.
1820-ban fogadta az Új-Anglia felől érkező hittérítőket, akik két éven belül megtanulták és írásba foglalták a nyelvet. Maga Kamehameha nem volt hajlandó áttérni a keresztény hitre, állítólag azért mert öt feleségéből 4-et nem akart elbocsátani és nem akart felhagynia rumivással sem.
1823 novemberében felkérte az Aigle nevű bálnavadász hajó kapitányát, Valentine Starbuckot, hogy vigye őt és feleségét, Kamamalu királynét Londonba. Az út célja az volt, hogy tárgyalásokat folytasson a két ország közötti szövetségről. De mielőtt találkozhatott volna, az akkori angol királlyal IV. Györggyel, feleségével együtt kanyarót kapott és meghalt, 1824. július 14-én (felesége július 8-án halt meg). A királyi holttesteket az angol hadsereg egy hajója hozta haza, George Anson Byron kapitány irányítása alatt. (A kapitány az író Byron unokatestvére volt.)
A trónon testvére, Kauikeaouli követte III. Kamehameha néven.